# Schaal van Julin
De schaal van Julin is de schaal aan de hand waarvan in het Belgisch aansprakelijkheidsrecht de esthetische schade wordt geëvalueerd door een gerechtsdeskundige (wetsdokter). 
Het is een schaal van 1 tot 7, gaande van onbeduidend (1/7) tot afstotelijk (7/7). Naast de ernst van het letsel, spelen een aantal andere criteria een rol bij de raming van de esthetische schade, zoals daar zijn:
- de zichtbaarheid van het litteken (een litteken in het aangezicht wordt erger geacht dan een litteken op een bedekte plaats);
- het geslacht van het slachtoffer : esthetische schade wordt vaak hoger ingeschat bij een vrouw, dan bij een man;
- de leeftijd van het slachtoffer : hoe jonger het slachtoffer, hoe langer die het letsel moet meedragen;
- de burgerlijke staat van het slachtoffer : littekens of verminkingen worden minder ernstig geacht voor gehuwde slachtoffers;
- beroep of sociale activiteiten.